# جان دلریمپل
جان دلریمپل (انگلیسی: John Dalrymple؛ ‏ ۱۷ آوریل ۱۸۰۴ – ۲ مهٔ ۱۸۵۲) چشم‌پزشک اهل پادشاهی متحد بریتانیای کبیر و ایرلند بود. وی دانش‌آموختهٔ رشتهٔ پزشکی در دانشگاه ادینبرو و جراح چشم‌پزشک «بیمارستان سلطنتی چشم‌پزشکی لندن» بود که از سال ۱۸۵۰ همکار انجمن سلطنتی و از سال ۱۸۵۱ عضو شورای کالج سلطنتی جراحان انگلستان بود. او با همکاری هنری بنس جونز نوعی آلبومین را کشف کردند که بعدها پروتئین بنس جونز نام گرفت و در ادرار بیماران مبتلا به مولتیپل میلوما یافت می‌شود. نشانه دلریمپل هم نامش را از او می‌گیرد. وی پس از مرگش در کنار پدرش در گورستان هایگیت به خاک سپرده شد.